# Bill Whitehouse
 Bill Whitehouse  va ser un pilot de curses automobilístiques britànic que va arribar a disputar curses de Fórmula 1.
Bill Whitehouse va néixer l'1 d'abril del 1909 a Plumstead, Anglaterra i va morir el 14 de juliol del 1957 en un accident al Circuit de Reims-Gueux, França.

## A la F1
Va debutar a la cinquena cursa de la temporada 1954 (la cinquena temporada de la història) del campionat del món de la Fórmula 1, disputant el 17 de juliol del 1954 el GP de Gran Bretanya al Circuit de Silverstone.
Bill Whitehouse va participar en una única cursa puntuable pel campionat de la F1, no aconseguint acabar-la i no assolí cap punt pel campionat de pilots.

## Resultats a la Fórmula 1
| Any  | Equip           | Xassís    | Motor       | 1   | 2   | 3   | 4   | 5       | 6   | 7   | 8   | 9   | Posició | Punts |
| ---- | --------------- | --------- | ----------- | --- | --- | --- | --- | ------- | --- | --- | --- | --- | ------- | ----- |
| 1954 | Bill Whitehouse | Connaught | Lea-Francis | ARG | 500 | BEL | FRA | GBR Ret | ALE | SUI | ITA | ESP | -       | 0     |

### Resum
| Curses: | Victòries: | Pòdiums: | Poles: | Voltes ràpides: | Punts: |
| ------- | ---------- | -------- | ------ | --------------- | ------ |
| 1       | 0          | 0        | 0      | 0               | 0      |